# Reprezentacja Słowenii na żużlu
Reprezentacja Słowenii na żużlu – grupa żużlowców reprezentujących Republikę Słowenii w sportowych imprezach międzynarodowych. Za jej funkcjonowanie odpowiedzialny jest Avto-moto zveza Slovenije (AMZS).

## Osiągnięcia

### Mistrzostwa świata
Indywidualne mistrzostwa świata juniorów
- 3. miejsce (2):
  - 1998 – Matej Ferjan
  - 2004 – Matej Žagar

### Mistrzostwa Europy
Mistrzostwa Europy par
- 2. miejsce (1): 2006
- 3. miejsce (1): 2005

Indywidualne mistrzostwa Europy
- 1. miejsce (2):
  - 2004 – Matej Žagar
  - 2008 – Matej Žagar
- 2. miejsce (1):
  - 2004 – Matej Ferjan

Indywidualne mistrzostwa Europy juniorów
- 1. miejsce (1):
  - 2002 – Matej Žagar

## Słoweńscy Mistrzowie Europy
| Imię i nazwisko | Tytuły ME | Indywidualni (od 2001) | Indywidualni (od 2001) | Pary (od 2004) | Pary (od 2004) | Drużynowi (od 2022) | Drużynowi (od 2022) | Tytuły MEJ | Indywidualni U-19 (od 1998) | Indywidualni U-19 (od 1998) | Pary U-19 (od 2021) | Pary U-19 (od 2021) | Drużynowi U-24 (od 2008) | Drużynowi U-24 (od 2008) | Tytuły łącznie |
| Imię i nazwisko | Tytuły ME | Łącznie                | Lata                   | Łącznie        | Lata           | Łącznie             | Lata                | Tytuły MEJ | Łącznie                     | Lata                        | Łącznie             | Lata                | Łącznie                  | Lata                     | Tytuły łącznie |
| --------------- | --------- | ---------------------- | ---------------------- | -------------- | -------------- | ------------------- | ------------------- | ---------- | --------------------------- | --------------------------- | ------------------- | ------------------- | ------------------------ | ------------------------ | -------------- |
| Matej Žagar     | 2         | 2                      | 2004, 2008             |                |                |                     |                     | 1          | 1                           | 2002                        |                     |                     |                          |                          | 3              |